# Her Husband's Honor
Pour plus de détails, voir Fiche technique et Distribution.

Her Husband's Honor (littéralement : L'Honneur de son mari) est un film muet américain réalisé par Burton L. King, sorti en 1918.

## Fiche technique
- Titre : Her Husband's Honor
- Titre de travail : The Gadabout
- Réalisation : Burton L. King
- Scénario : J. Clarkson Miller, d'après une histoire de Maibelle Heikes Justice
- Photographie : Sol Polito
- Montage :
- Producteur :
- Société de production : Mutual Film
- Société de distribution : Mutual Film
- Pays de production :  États-Unis
- Langue : Anglais
- Métrage : 1 500 m
- Format : Noir et blanc — 35 mm — 1,33:1 — Muet
- Genre : Film dramatique
- Durée : 50 minutes
- Dates de sortie : 
  - États-Unis : 5 août 1918

## Distribution
- Edna Goodrich : Nancy Page
- David Powell : Richard Page
- T. Tamamoto : Tato Usaki
- Barbara Allen : Lila Davenport
- Clarence Heritage : David Davenport